# ضیاء بنیادف
ضیاء بنیادف (ترکی آذربایجانی: Ziya Bünyadov) شرق‌شناس و تاریخ‌نگار اهل آذربایجان بود. وی برای مدتی جانشینی آکادمی ملی علوم آذربایجان را به عهده داشت. به عنوان تاریخ‌نویس، برای مدت طولانی سکان هدایت دانشکده تاریخ آکادمی ملی علوم را در دست گرفت. این دانشمند آذربایجانی جانباز جنگ جهانی دوم و قهرمان اتحاد شوروی بود. او با همکاری «وسیم محمد علی‌اف»، دیگر شرق‌شناس آذربایجانی، برای نخستین بار قرآن را به زبان ترکی آذربایجانی برگردانده‌اند.

## زندگی‌نامه
ضیاء بنیادف در ۲۱ ماه دسامبر سال ۱۹۲۳، در آستارای آذربایجان شوروی تولد یافت. پدر وی اصالتاً اهل روستای بی‌بی‌هیبت از توابع شهر باکو بود که به عنوان مأمور گمرک فعالیت می‌کرد.او توسط پدرش از دوران بچگی زبان عربی را آموخت و به خواندن قرآن پرداخت. مادرش رایسا میخائیلوونا گوساکووا درشهر لیمان منطقه ی لنکران به دنیا آمده یود. ایشان از ساکنان قدیمی روس تبار در آذربایجان محسوب می شد. به خاطر شغل پدرش خانواده بنیادف چند بار نقل مکان کردند. پس از اتمام تحصیلات دبیرستانی خویش در ۱۹۳۹ در شهر «گویچه»، به دانشکده نظامی باکو پذیرفته شد. در پی آغاز جنگ جهانی دوم، به سال ۱۹۴۲، به جبهه قفقاز واقع در قرابت شهر موزدوک اعزام گردید.
در نشر سال ۱۹۴۲ روزنامه رسمی ارتش شوروی- «ستاره سرخ» - دربارهٔ ضیاء بنیادف آمده‌است: «صیاء بنیادف مانند یک پلنگ به صورت باهوشانه و چابکانه‌ای در شرایط غیر محتمل و پیچیده‌ترین موقعیت‌ها قادر بوده خود را اثبات کند و به اطلاعاتی موثق و دقیق در مورد تعداد، جنگ‌افزار و جابه‌جایی ارتش دشمن دست یابد. او به خاطر روح عاشقانه و دانش‌ها و فضیلتش در رشته ادبیات از احترام بزرگی در گردان برخوردار بود.
حضور او در مصاف تا پایان جنگ جهانی دوم استمرار یافت به نحوی که در تسخیر ورشو و برلین توسط نیروهای شوروی شرکت داشت. در پاس انجام عملیات دشوار و نقش تعیین‌کننده ای در لهستان که باعث کشته شدن ۱۰۰ نفر و اسارت ۴۵ تن از قوای آلمانی شد، عالی‌ترین مدال قهرمانی جنگ شوروی را اخذ نمود.
افزون بر این، بابت مشارکت فعال و رشادتش در جنگ جهانی دوم از ضیاء بنیادف با اعطاء نشان‌های پرچم سرخ، ستاره سرخ و الکساندر نوسکی و نیز نشان جنگ میهنی درجه دو تقدیر به عمل آمد. ستوان ضیاء بنیاد به مدت یک سال بعد از اتمام جنگ قائم مقام فرمانده منطقهٔ مسکونی پانکوو در آلمان بود.

## فعالیت علمی
ضیاء بنیادف پس از پایان جنگ وارد دانشکده مطالعات شرق‌شناسی مسکو و از آنجا دانش‌آموخته شد. در سال ۱۹۵۴ از رساله دکتری خود دفاع کرد. سپس راه باکو را در پیش گرفته و در دانشکده تاریخ آکادمی ملی علوم آذربایجان شوروی مشغول به کار شد. با ورود به آکادمی علوم به سرعت مراتب ترقی را در این مؤسسه علمی پشت سر گذاشت، به طوری که ابتدا به سمت عضو پژوهشی و بعد نیز پژوهشگری ارشد منصوب شد، نهایتاً به سکانداری دانشکده تاریخ و هنچنین جانشینی آکادمی علوم رسید.
بنیادف تعداد کثیری از تک نوشته، کتب و رساله‌هایی راجع به تاریخ قفقاز به تألیف درآورده و ویرایش نموده‌است. وی به همراه وسیم محمدعلی‌اف کتاب مقدس مسلمانان -قرآن کریم- را از زبان عربی به ترکی آذربایجانی ترجمه کرده‌اند.
محور تحقیقات این دانشمند آذربایجانی عمدتان دربرگیرندهٔ تاریخ باستانی و مدرن آذربایجان، به ویژه استقرار نظام خلافت عباسیان بر این سرزمین و رویدادهای اتفاق افتاده فی‌مابین قرون ۷ تا ۱۹ میلادی بود.

## فعالیت سیاسی اجتماعی
- در سال میلادی 1992 نود و یک روشنفکر شناخته شده جمهوری آذربایجان برای  بازگشت به قدرت حیدر علی اف در آذربایجان برگه درخواست آماده کرده و آن را امضا نمودند و طبق این درخواست که حیدر علی اف را به فعالیت آشکار و فعال دعوت می کرد، یکی از بارزترین چهره امضا کنندگان ضیا بنیاداف بود.[۱۰]

```
*در سال 1992میلادی، بنیاداف به عنوان نایب رئیس حزب آذربایجان نوین که  در تاریخ ۱۸ دسامبر  همان سال توسط حیدر علی اف بنیان‌ گذاری شده بود، انتخاب گردید.
[
۱۱
]
 وی در سال 1995 میلادی به عنوان نماینده مجلس ملی و عضویت در کمیسیون دائمی روابط بین الملل و روابط بین المجالس انتخاب شده بود.
[
۱۲
]
```

## قتل
ضیاء بنیادف در تاریخ ۲۱ فوریه سال ۱۹۹۷، دم در آپارتمان خود در شهر باکو توسط عده‌ای به طرز وحشیانه ای به قتل رسید. گروهی از آنان پس از دستگیری توسط دادگاه جنایی باکو به اعدام یا زندانهای طولانی مدت و حبس ابد محکوم شدند.

## نظرات در مورد ضیاء بنیاداف
- «او آنقدر مردی عظیمی بود که با زندگی پربرکت و شرافتمندانه خود، به یک شخصیتی بلندمرتبه ای تبدیل شده بود. و بنابرین هر چه از او بگوییم باز هم نمی توانیم به طور کامل ارزش والای ایشان را آن چنان که هست ارزیابی کنیم.» - حیدر علی اف[۱۳]
- «و دانشمند سخت کوش بود. من چنان مجذوب ظرفیت ذهنی ایشان شده بودم که او را به یک کامپیوتر پیشرفته تشبیه می کردم.« - گوهر بخشعلیوا[۱۴]

## کتابشناسی
- آذربایجان بین قرون هفتم تا نهم، سال ۱۹۷۳، باکو
- ترجمه قرآن از عربی به زبان ترکی آذربایجانی به همراه وسیم محمدعلی‌اف
- حکومت اتابکان در آذربایجان مابین سالهای ۱۱۳۶ تا ۱۲۲۵؛ سال ۱۹۸۴، باکو
- تاریخ کلی آذربایجان
- ترجمه «زندگی‌نامه سلطان جلال الدین مکبوری» از زبان عربی به روسی، تألیف نسفی
- ادیان، فرقه‌ها و مذاهب
- ترور قرمز، سال ۱۹۹۳، باکو
- خوارزمشاهیان- پادشاهی انوشتکینی[۱۵]

## مقالات
- بابک خرمدین و امپراتوری بیزانس
- اطلاعات جدید در مورد محل قرارگیری قلعه شکی
- دربارهٔ محل دژ بَذ
- در مورد نام شهر مینگه‌چویر
- در خصوص کلمه «خرمدین»
- چند کلمه راجع به «ابو حجاخ»
- ابراز نظری کوتاه دربارهٔ سوره یس ۳۶-امین سوره از قرآن
- شرح تاریخچه ارتش «میخیتار» آلبانیای قفقاز
- دربارهٔ لقب افتخار «خاقان»
- «کلاه سیاه‌ها»
- اساطیر و افسانه پردازان
- تحلیل حوادث سومگایت
- درباره مکالمه اجباری گئورگ امین [۱۶]

## روزنامه نگاری و ادبیات اجتماعی
- کدام نخجوان؟;
- «شاه اسماعیل» یا خطائی;
- ; پیشوای مردم;
- مقصر کیست؟;
- یک تحقیق جالب [۱۷]

## ترجمه ها
- تاریخ آلبانی، نوشته موسی کالانکاتوکلو
- تواریخ آلبانی، مخیتار گوش، باکو، اوراسیا پرس، (2006)
- عبدالرشید بن صالح باکوی کتاب تلخیص الآثار (1971)
- شهاب الدین محمد نسوی، سیرت جلال الدین مینکبرنی (1973)
- صدرالدین حسینی، اخبار الدوله السلجوقیه (زبده التواریخ) 1980
- احمد ابن اعثم کوفی، الفتوح (1981)[۱۸]
- میخائیل کولوسف، بر سر تکلیف[۱۹]

## جوایز و مفاخر
- نشان الکساندر نوسکی 1942[۲۰]
- نشان قهرمان اتحاد شوروی 1945 [۲۱]
- نشان لنین 1945[۲۲]
- نشان پرچم سرخ 1945 [۲۳]
- دانشمند ارجمند آذربایجان شوروی 1982[۲۴]
- جایزه به نام عباسقلی آقا باکیخانف 1993 [۲۵]
- نشان استقلال 1998 [۲۶]